# Peter Reading
Peter Reading (* 27. Juli 1946 in Liverpool; † 17. November 2011) war ein britischer Dichter, der 1978 mit dem Cholmondeley Award und 1986 mit dem Whitbread Bood Award ausgezeichnet wurde und als einer der feinsinnigsten Dichter seiner Generation nach Ted Hughes galt, der wegen seiner düsteren, pessimistischen Gedichte „Laureate of Grot“, ein Poet von Dreck und Zorn, genannt wurde.

## Leben
Nach dem Besuch der Alsop High School studierte Reading Malerei am Liverpool College of Art und arbeitete danach kurzzeitig als Lehrer sowie Lecturer für Kunstgeschichte. Im Anschluss war er von 1970 bis 1992 als Bediener einer Brückenwaage auf einer Futtermittelmühle in Shropshire tätig, einer Tätigkeit, die ihm nach seinen Worten Raum zum Denken ließ.
Seine erste eigene Gedichtsammlung For the Municipality’s Elderly wurde 1974 veröffentlicht. In der Folgezeit verfasste er zahlreiche weitere Gedichtbände, bis ihm eines Tages als Waagenbediener gekündigt wurde, nachdem er sich weigerte eine Uniform zu tragen. Danach lebte er so gut es ging von seiner schriftstellerischen Arbeit, die bei dem Verlag Bloodaxe Books erschien. Daneben erschienen jährlich ein bis zwei drei- oder vierzeilige Gedichte in The Times Literary Supplement sowie zeitweise längere Werke im dritten Rundfunkprogramm der BBC.
Von Literaturkritikern wurde er neben Ted Hughes als einer der besten Dichter seiner Generation angesehen, der seine großen Themen in kleinen Gedichten ohne den entferntesten Hauch von Salbungsvollem abhandelte. Er war ein Meister des Zorns mit einem Gespür für den Ton, dessen Weltmüdigkeit gut gemacht war. 1978 wurde er mit dem Cholmondeley Award ausgezeichnet.
Sein Schlüsselbuch war C (1984), das 100 Gedichte enthielt, die jeweils 100 Wörter lang waren, und von einem Mann handelten, der an Krebs stirbt. Diese sind aus der Sicht des Patienten erzählt, der Reading zu sein scheint, in der aber auch ein älterer, gelehrter Mann auftritt, der vom Leben gefangen wurde. Die Reihenfolge der Gedichte ist formal erfinderisch und unerschrocken grafisch, aber auch von grimmiger Komik. Für Stet (1986) wurde er mit dem Whitbread Book Award for Poetry geehrt.
In seinen letzten zwanzig Lebensjahren schrieb er als ob er und die Welt seiner Gedichte bereits tot wären. Die Beschäftigung mit seinem eigenen Tod begann bereits früh und wiederholte dies ständig in seinen Gedichten und er schrieb über die Erde wie ein Archäologe über das Anthropozän, den Schrott, den wir aus unserem Planeten gemacht haben, herausfilternd. 1994 erschien Last Poems, dem neun weitere Gedichtsammlung folgten, Buch für Buch mit Halden von Epitaph voller Wut und Wein gefüllt.  Seine Gedichte setzten sich oftmals aus gebrochener, aber fest verdrahteter, neuklassischer Metrik zusammen, die Fragmente verlorener Werke von Horaz, Catull oder Properz erahnen ließen, aber auch Nachrichten aus Boulevardblättern, das Anti-Bukolische des kleinstädtischen Lebens in Shropshire, wissenschaftliche Entdeckungen, fossile Überbleibsel, Krankheiten und Aussterbendes.
Zu seinen anderen Veröffentlichungen gehörten Ob. (1999), das mit einer Totenmaske Readings auf dem Bucheinband erschien. Im Bloodaxe Verlag erschien zuletzt 2003 Collected Poems, denen die Gedichtbände −273.15 (2005) und Vendange Tardive (2010) folgten. Sämtliche Bände waren von schmalen Umfang, aber eindringlich und zunehmend versank Reading in persönlicher Vergessenheit wegen des zunehmenden Sogs der vom Menschen verursachten globalen Zerstörung.
Als einziger britischer Dichter wurde er zwei Mal 1990 und 2004 mit dem Lannan Literary Award for Poetry der US-amerikanischen Lannan Foundation ausgezeichnet. Reading war außerdem bis heute der einzige Dichter, der sein komplettes Lebenswerk von 26 veröffentlichten Gedichtsammlung für ein von der Lannan Foundation verfilmtes Archiv las.

## Veröffentlichungen
- Water and waste, 1970
- For the Municipality’s elderly, 1974
- The prison cell & barrel mystery, 1976
- Nothing for anyone, 1977
- Fiction, 1979
- Tom O'Bedlam’s beauties, 1981
- Diplopic, 1983
- C, 1984
- Ukulele music, 1985
- Book I, Ukulele music ; Book II, Going on, 1985
- Essential Reading, 1986
- Stet, 1986
- Final Demands, 1988
- Perduta Gente, 1989
- Evagatory, 1992
- Ukulele Music and Perduta Gente, 1994
- Last poems, 1994
- Collected Poems, 1995
- Collected Poems 1, 1996
- Peter Reading, 1997
- Work in regress, 1997
- Apophthegmatic, 1999
- Ob, 1999
- Marfan, 2000
- [Untitled], 2001
- Faunal, 2002
- −273.15, 2006

## Hintergrundliteratur
- Isabel Martin: Das Werk Peter Readings (1970–1994): Interpretation und Dokumentation. Dissertation, Christian-Albrechts-Universität zu Kiel 1994, ISBN 3-8253-0337-3.